# Armen Ohanian
Armen Ohanian (Azerbajdžan, 1887. – Mexico City, 1976.), armenska plesačica, koreografkinja, spisateljica, prevoditeljica i kazališna glumica, istaknuta armenska iseljenička umjetnica i komunistica.
Rođena je u Azerbajdžanu u dobrostojećoj armenskoj obitelji. Nakon razornog potresa 1902. s obitelji se seli u Baku, u kojem pohađa rusku školu, u kojoj je maturirala 1905. godine. Preživjela je armensko-tatarski pokolj u kojem joj je ubijen otac Emanuel. U Bakuu je započela glumačku karijeru koju nastavlja u Moskvi, gdje počinje plesati u Malom teatru.
Nakon kratkotrajnog angažmana u operi u Tbilisiju, odlazi u Iran, gdje je bila jedna od osnivača Perzijskog narodnog kazališta u Teheranu, u kojem je ostala poznata po ulozi u Gogoljevoj komediji Revizor, a i istakla se i u afirmaciji ruskih pisaca u Iranu. Zajedno s Orijentalnim plesačicama imala je turneju po Egiptu, Osmanskom Carstvu, a 1911. nastupila je i u Londonu. Po uzoru na Isidoru Duncan i njezine tehnike slobodnog plesa napisala je koreografije temeljene na armenskoj i iranskoj kulturi s kojima je nastupala diljem Europe tijekom 1920-ih.
Tako je osim Londona, nastupala i u Madridu, Parizu, Bruxellesu, Milanu, Sofiji, kao i u Sjedinjenim Državama i Meksiku. Njezini nastupi bili su popraćeni u europskoj i američkoj javnosti, pa je osvrte na njih pisao i belgijski dramatičar Maurice Maeterlinck. Bila je jedna od najznačajnijih predstavnica Belle Époque u plesnoj i kazališnoj umjetnosti.
Pisati je počela još za boravka u Parizu 1912. godine. Šest godina kasnije izdana joj je prva knjiga Šamačka plesačica na francuskom, koju je lektorirao i uredio Anatole France. Djela su joj prevedena na engleski, njemački, švedski i finski. Poznata je i po svojim memoarima U pandžama civilizacije.
Početkom 1930-ih napušta plesačku karijeru i odlazi u Meksiko, gdje u Mexico Cityu osniva plesnu školu 1936. godine. Zajedno sa suprugom, meksičkim ekonomistom i diplomatom Makedoniom Garzom, bila je djelatna članica Meksičke komunističke partije te je prevela brojne sovjetske pisce s ruskog na španjolski. Godine 1946. objavila je knjigu Sretna Armenija na španjolskom, u kojoj odealizira sovjetsku vlast u Armeniji i komunizam.
VIše puta nastupala je po Meksiku (1940., 1941. i 1946.), kao i u Parizu (1949 i 1953.), unatoč poznim godinama. Tijekom svog drugog posjeta Sovjetskom savezu 1958., posjetila je Erevan u čijem je Muzeju književnosti i umjetnosti ostavila svoje zapise iz osobnog života. Pisala je i prevodila do smrti u Meksiku.